# Туури, Антти
А́нтти Ту́ури (фин. Antti Elias Tuuri; род. 1 октября 1944, Каухава, Финляндия) — финский писатель.
Известен работами, посвященными Южной Остроботнии и Зимней войне, перевёл на финский язык несколько исландских саг.
За свой роман «Река течет через город» (1985) писатель был удостоен Государственной премии Финляндии.
Некоторые романы Туури были экранизированы, в том числе «Дорога на Рукаярви» (1999) и «Вечный путь» (2017).

## Награды
- Helsingin Sanomat Literature Prize (1971, за Asioiden suhteet ja Lauantaina illalla)
- Литературная премия Северного Совета (1985, за Pohjanmaa)
- Медаль Pro Finlandia (1985)
- Командор ордена Льва Финляндии (2022)[1]